# 라자라자 2세
라자라자 2세는 1150년부터 1173년까지 군림한 촐라 제국의 황제였다. 그는 1146년에 황태자이자 공동 섭정으로 임명되었고, 따라서 라자라자 2세의 비문은 그의 통치를 1146년부터 계산한다. 라자라자의 통치는 왕조의 종말이 다가오고 있다는 징후를 보이기 시작했다.

## 해체의 시작

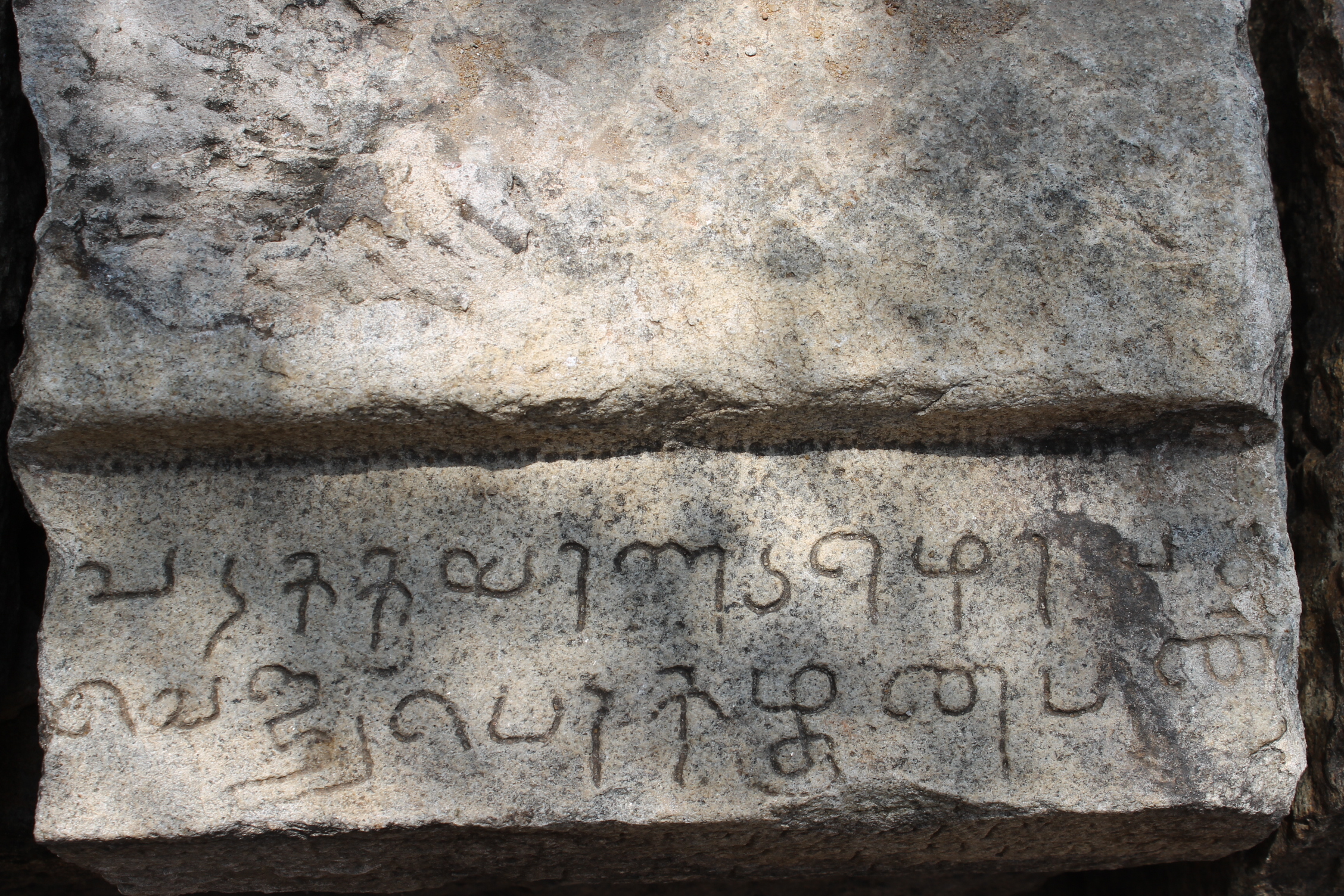
아이라바테스와라 사원의 중기 타밀어 비문

촐라 영토의 범위는 라자라자의 선대 때와 동일하게 유지되었다. 벵기 지역은 여전히 촐라의 통치하에 확고히 있었다.
촐라 중앙정부는 제국의 외곽 지역에 대한 통제와 효과적인 행정에서 약점을 보였는데, 이는 라자라자 2세 통치 말기에 더욱 두드러졌다. 그러나 라자라자는 벵기, 칼링가, 판디아, 체라 영토와 같은 지방에 대한 충분한 통제권을 되찾았다. 그는 심지어 그의 시대에 쓰여진 타밀 시 중 하나에서 설명된 바와 같이 스리랑카를 침략하기도 했다. 이는 라자라자뿐만 아니라 쿨로퉁가 3세와 같은 후계자들도 트리부바나 차크라바르틴과 같은 칭호를 사용하여 그들의 군사적 능력과 문화적 업적을 증명했기 때문이다.
라자라자 통치 말년에 승계 분쟁으로 인한 내란이 판디아 지역을 뒤흔들었으며, 그곳에서 촐라의 영향력을 더욱 약화시켰다. 이는 아디티야 1세 시대부터 촐라에게 정복당하고 비라라젠드라 시대까지 확고히 통제되었음에도 불구하고 마두라이 왕국이 점진적으로 점령자들로부터 독립을 쟁취하려는 노력을 계속했기 때문에 예상된 일이었다. 이후의 마라바르만 또는 마라바람반 순다라 판디안, 자타바르만 비라 판디안, 자타바르만 순다라 판디안과 같은 판디아 왕들은 꾸준히 그들의 권력과 위신을 높여갔고, 1200년에서 1300년 사이에 남인도에서 가장 강력한 왕국으로 부상하게 되었다. 이러한 발전은 비록 쿨로퉁가 3세 (1178년–1218년)의 상당히 안정적인 통치 기간 동안 작은 부흥이 있었지만, 촐라 제국을 천천히 그러나 확실히 약화시켰다.
그의 시대 촐라가 군사적으로 지배적이었다는 것은 라자라자의 정복과 그의 혁신적인 경영 이니셔티브를 언급하는 일부 문헌에 의해 주목된다.
다음은 라자고팔라 페루말 사원에 있는 그의 비문에서 발췌한 내용이다.
| “ | ...수많은 시대 동안 대지의 (여신의) 마음을 얻은 (그는) 순금으로 만들어진 영웅들의 왕좌에 앉기를 기뻐했다.. 빌라바르(체라스), 텔룽가르, 미나바르(판디아스), 그리고 다른 왕들이 (그 앞에) 엎드려 경배하는 동안. (이) 파라케사리바르만 왕, 즉 세 세계의 황제 스리-라자라자데바의 (통치) 8년에. | ” |

## 사망 및 계승
라자라자 비문에 인용된 마지막 통치 연도는 26년이다. 이는 그의 통치 마지막 해가 1173년임을 의미한다. 라자라자는 오래 살 운명이 아니었다. 라자라자에게는 촐라 제위를 계승할 적합한 직계 후손이 없었기 때문에 그는 비크라마 촐라의 손자인 라자디라자 2세를 그의 후계자로 선택했다. 팔라바라얀페타이 비문에 따르면, 라자라자는 라자디라자 2세를 황태자로 삼은 지 4년 후에 사망했다. 라자디라자 자신도 상당히 어렸기 때문에, 라자라자의 어린 아들들을 안전하게 보호하기 위해 팔라바라야르의 도움이 필요했을 것이다. 비문에 따르면, 팔라바라야르는 라자라자 사망 직후 한 살과 두 살 된 왕의 자녀들을 보호하기 위한 조치를 취했다. 역사가 크리슈나스와미 아이얀가르에 따르면, 마지막 위대한 촐라 군주로 널리 알려진 쿨로퉁가 촐라 3세는 라자라자 2세의 아들이었다.

## 사회-종교적 업적

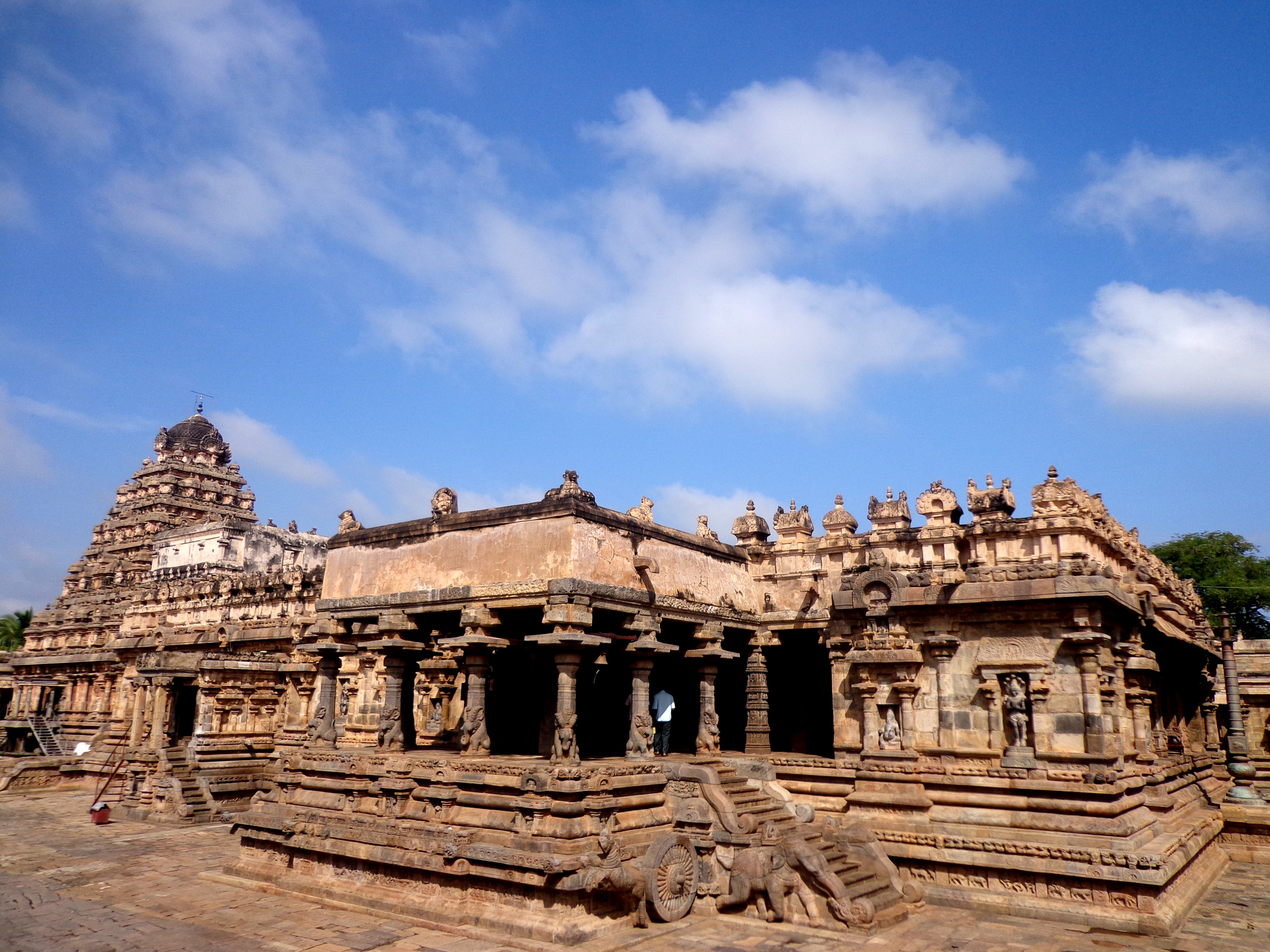
다라수람의 아이라바테스와라 사원

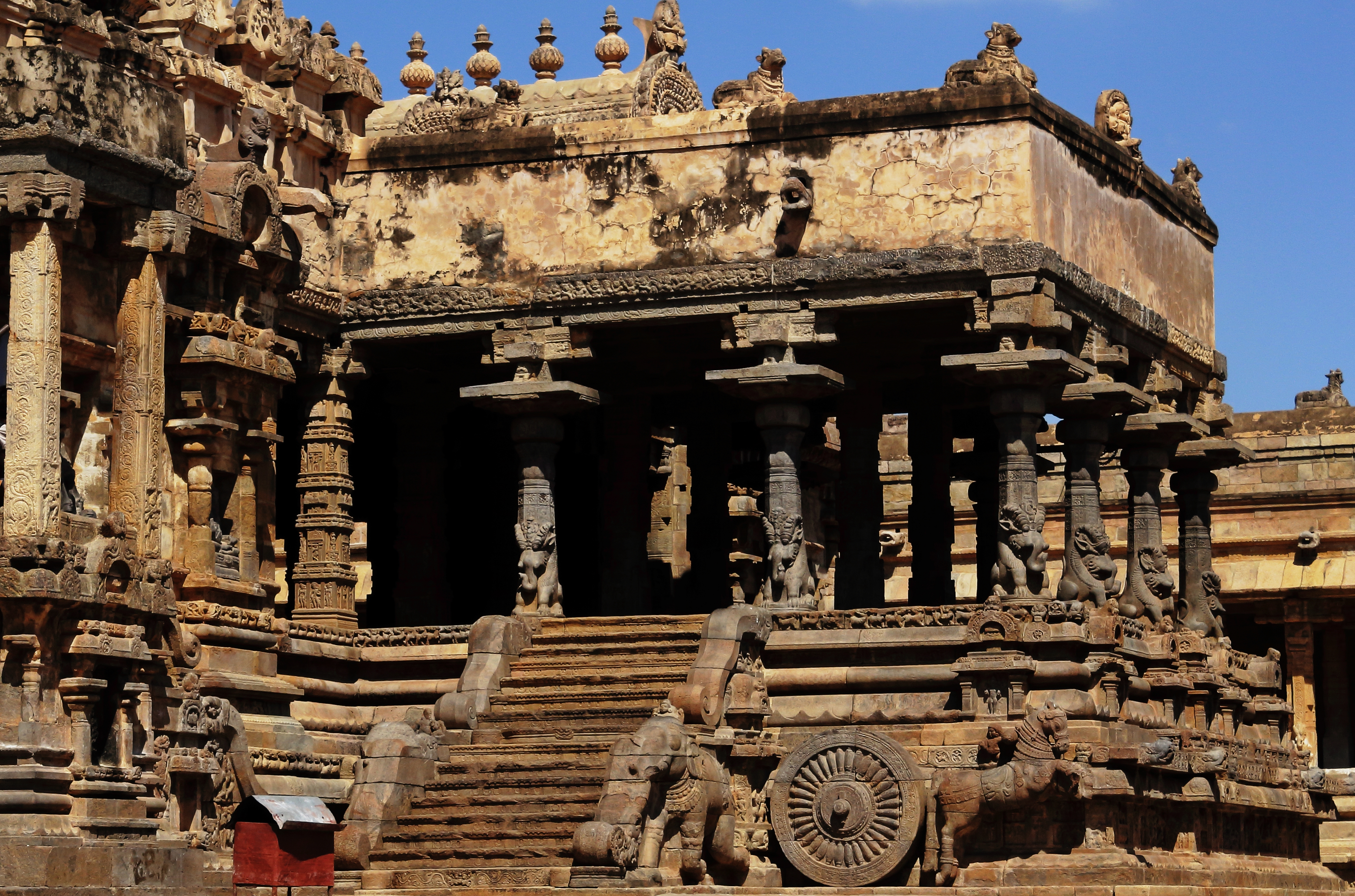
전차 모양의 무카만다팜

라자라자 2세의 가장 중요한 업적 중 하나는 그가 약한 황제로 여겨졌음에도 불구하고, 특히 26년간의 통치 후반기에 평온하고 평화로운 시기를 누렸다는 것이다. 이 시기에 그는 세계유산인 쿰바코남 다라수람에 아이라바테스와라 사원 건설을 시작했다. 아이라바테스와라 사원은 그의 통치가 끝나거나 그의 후계자 라자디라자 2세의 통치 초기 기간에 완성되었다. 이 사원에는 라마야나, 페리야 푸라남 및 시바-파르바티, 비나야가르, 카르티케야 등에 헌정된 다른 이야기들을 담은 수많은 미니어처 프리즈가 있다. 또한 가나파티를 위한 작은 사당 근처에 사프타스와라라고 불리는 음악 계단이 있다. 이 사원의 무카만다팜 또는 무키야만다팜은 많은 위대한 건축 표본을 포함하는 진정한 건축의 경이로움이었으며, 쿨로퉁가 1세가 건설한 멜라카담부르 시바 사원처럼 거대한 코끼리가 끄는 라타 또는 전차 모양의 사원을 건설하는 후기 촐라 전통의 연속이었다. 이 전통은 쿨로퉁가 3세와 같은 후기 촐라 황제들뿐만 아니라 칼링가의 왕들에 의해서도 이어졌으며, 동강가 왕 나라싱데오가 코나르크의 태양 사원을 건설하면서 절정에 달했다.
라자라자는 또한 탄조르, 치담바람, 칸치, 스리랑감, 티루치뿐만 아니라 마두라이의 사원에도 수많은 보조금을 지급했다. 그는 또한 파라수라마의 나라(케랄라)에 있는 사원에도 정기적으로 방문했으며, 이 사원들도 그의 보조금을 받았다. 그의 시대에 촐라 해군은 서해와 동해 모두에서 계속해서 지배적인 위치를 유지했다.
전반적으로 그는 자비로운 황제였으며, 효율적인 세금 징수 시스템을 포함한 훌륭한 행정 절차를 수립했다. 이는 기근과 내란 시기에 백성들에게 시행한 구호 조치에서 입증되었는데, 비록 진압하는 데는 약간의 노력이 필요했지만, 결국 그는 그의 장관들, 사령관들, 그리고 일반 대중의 충성과 존경을 유지할 수 있었다.

## 제국의 범위와 통치 요약

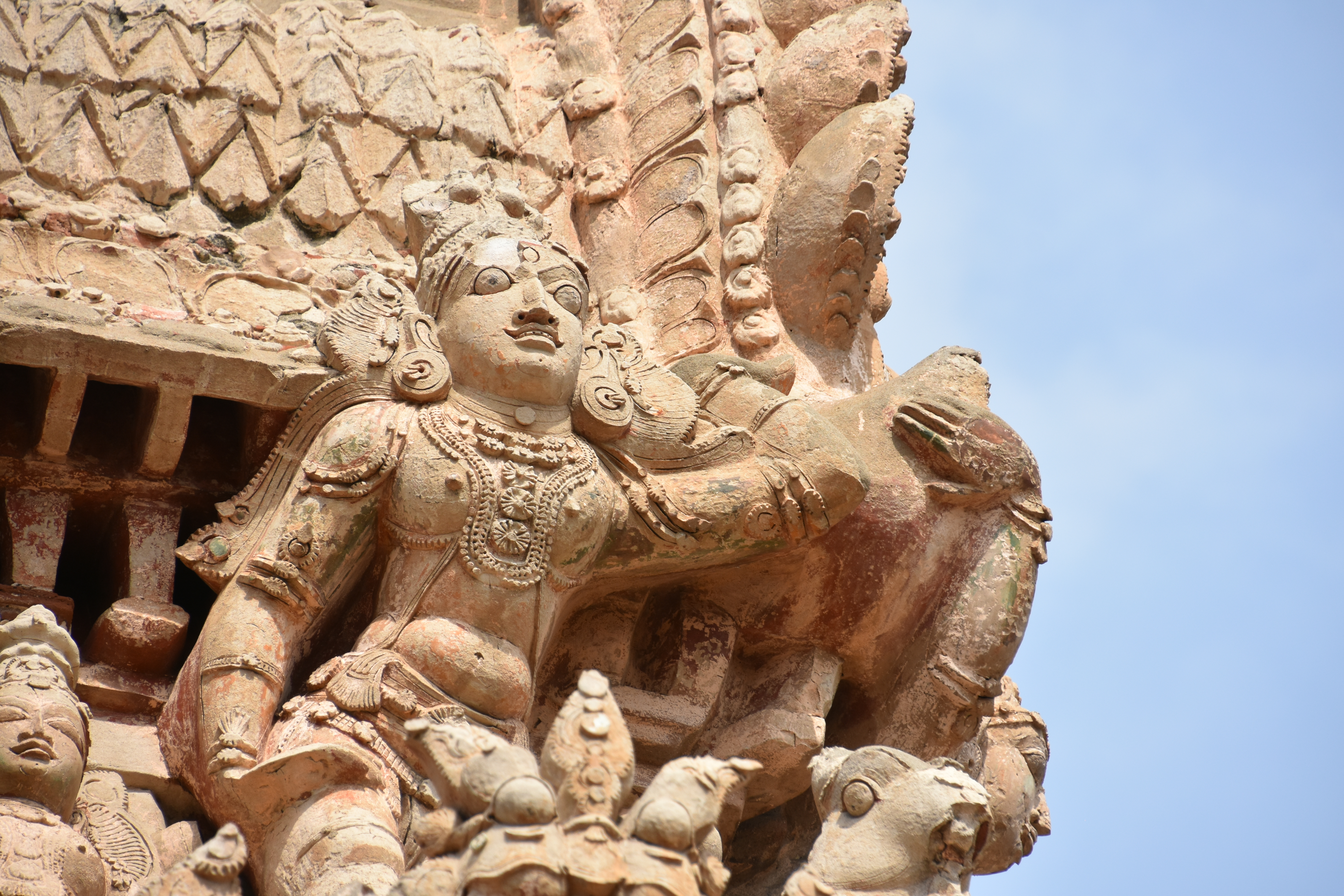
시바를 묘사한 조각상

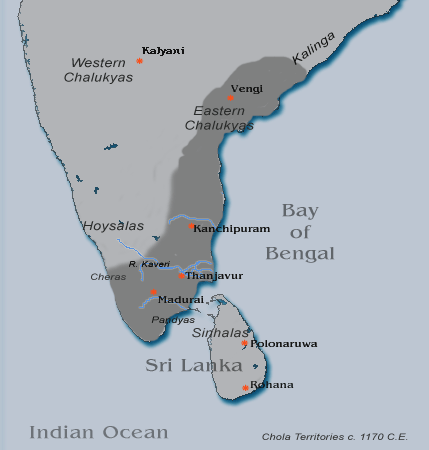
1170년 촐라 영토.

비록 기근이 발생하여 시민 소요가 더욱 심해졌지만, 라자라자 2세는 그럼에도 불구하고 대부분의 적들을 통제하에 두었으며, 콩구나두, 마두라이, 티루넬벨리, 넬로르-군투르 지역(레난두와 텔루구 촐라스가 라자라자 2세에게 충성했지만 이전보다 더 많은 권한으로 그들의 지역을 통제했다)을 포함하는 타밀라캄의 영토, 전통적으로 벵기 왕들이 통제했던 비사이야바다(비자야와다)-엘루루-라자문드리-프라카샴(드락샤라마) 지역, 칼링가(그들의 왕은 촐라 지배에 대한 조공을 바치는 종속적이고 지지적인 봉신이었다)... 후글리 강둑까지 대부분의 촐라 영토를 유지하는 데 성공했다. 또한, 그는 북부 스리랑카(그의 유명한 선대 라자라자 1세 시대와 마찬가지로)를 느슨하게 통제했지만, 이전과는 달리 체라 왕들을 진압했음에도 불구하고 판디아 세력의 재부상으로 인해 그는 말라이나두 왕들에게 더 많은 자율권을 허용할 수밖에 없었다. 이들과는 혼인 관계가 있었다고 여겨진다. 그러나 라자라자 2세는 그의 선대인 위대한 비크라마 촐라에게 호이살라에게 잃었던 동부 강가바디 지방을 재탈환할 만큼 강력하지 못했다. 아마도 호이살라 자신들도 서부 찰루키아와 칼라추리, 카카티야와 같이 빠르게 성장하는 적들로부터 벗어나려고 노력하고 있었을 것이다. 이들은 찰루키아와 호이살라뿐만 아니라 촐라와 심지어 판디아에게도 적대적이었고, 이는 나중에 입증될 것이다.

## 참고 문헌
- History of South India By Pran Nath Chopra, T. K. Ravindran, N. Subrahmanian
- The Cholas: mathematics reconstructs the chronology By N. Sethuraman
- South India and Her Muhammadan Invaders By Krishnaswami S. Aiyangar
- Nilakanta Sastri, K.A. (1935). The CōĻas, University of Madras, Madras (Reprinted 1984).
- Nilakanta Sastri, K.A. (1955). A History of South India, OUP, New Delhi (Reprinted 2002).